# Tramvajová doprava v Ostravě
Tramvajovou dopravu v Ostravě, třetím největším městě České republiky, zajišťuje Dopravní podnik Ostrava (DPO). 
DPO v září 2014 provozoval tramvajovou dopravu na 62,7 km tramvajových tratí o rozchodu kolejí 1435 mm. Ostravská síť tramvají je třetí největší v zemi po Praze a Brně. V roce 2025 bylo v provozu 15 linek.
Mezi ostravská pojmenování pro tramvaj patří tramvajka nebo lokalka.

## Historie tramvají s normálním rozchodem

### Vznik tramvajového provozu

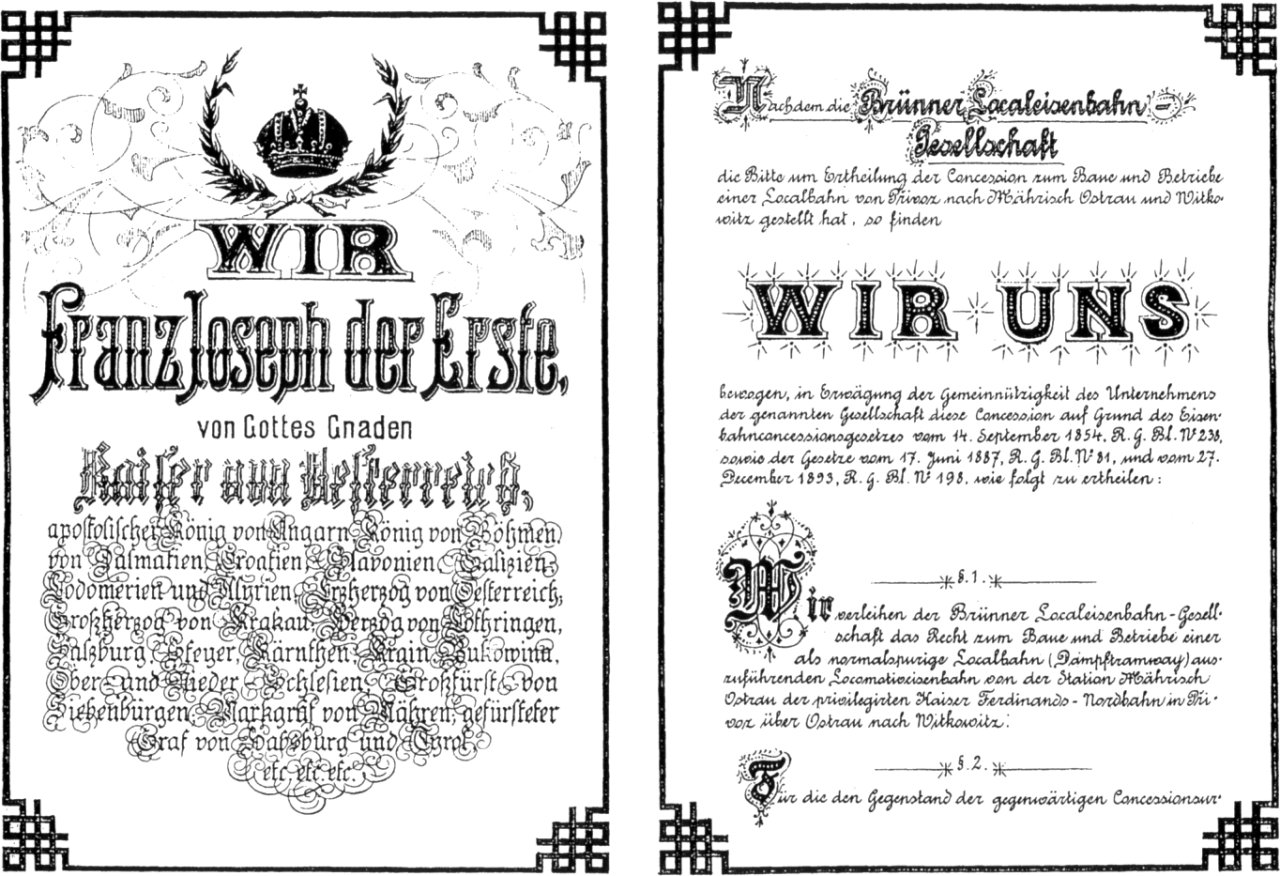
Koncesní listina místní dráhy Přívoz – Vítkovice z roku 1894

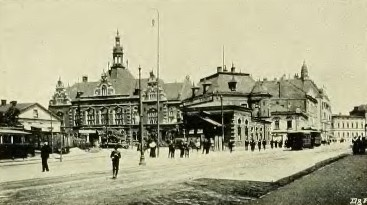
Nádraží místních elektrických drah (1911)

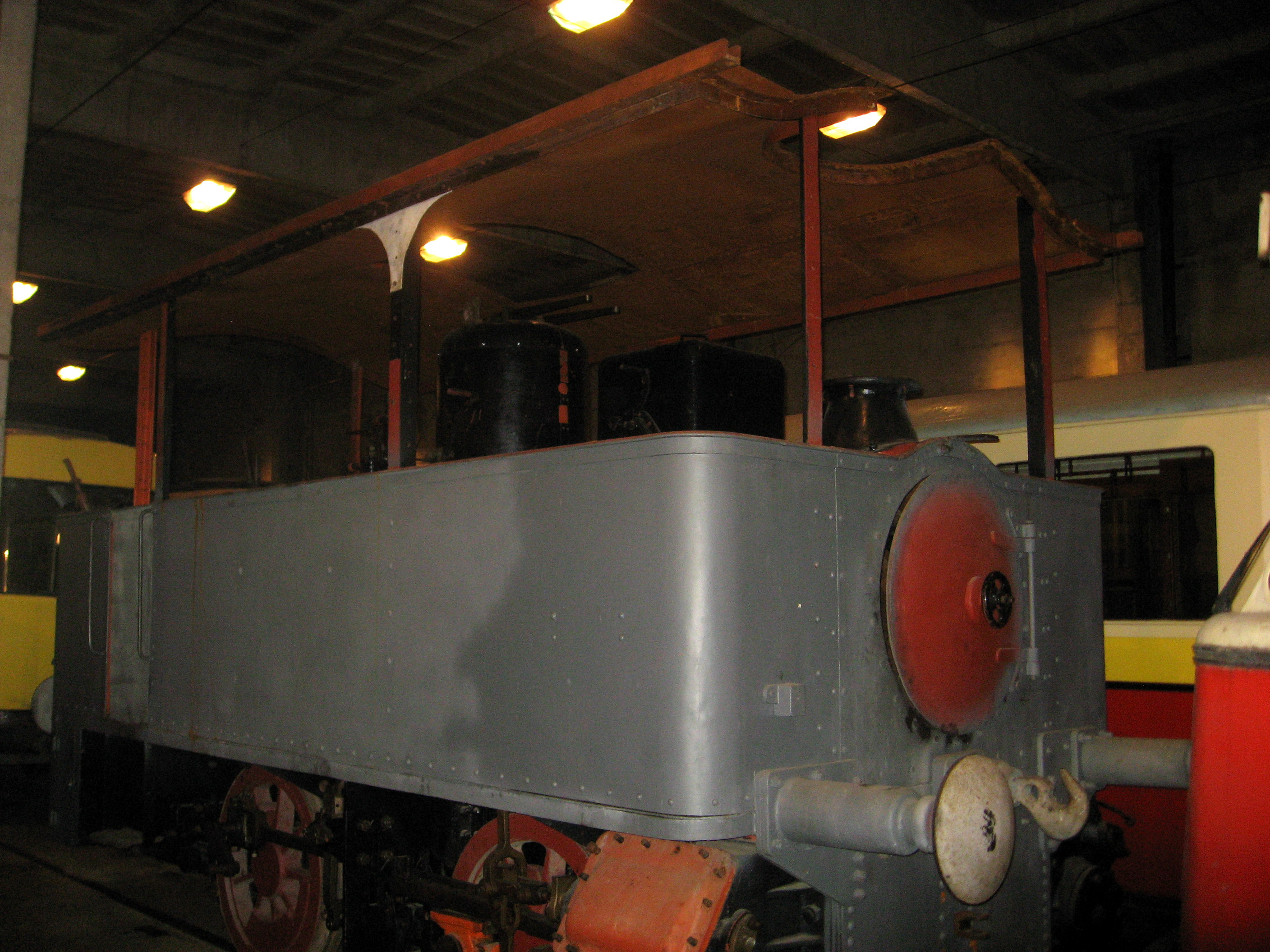
Parní lokomotiva Witkowitz z roku 1894 v depozitáři Technického muzea v Brně

Stejně jako i v jiných městech bylo hlavním důvodem zřízení tramvajové dopravy v Ostravě spojení města se železničním nádražím (dnes Ostrava hlavní nádraží), které leží ve čtvrti Přívoz. Přestože na této trase již jezdily omnibusy, přestávaly rozrůstajícímu se městu stačit. V roce 1882 zažádal moravskoostravský starosta Anton Lux o předběžnou koncesi na stavbu normálněrozchodné parní dráhy, která měla vést od hostince U zeleného stromu (dnešní Hotel Palace) k hlavnímu nádraží v Přívoze. Ačkoliv byla zajištěna návratnost celé investice a došlo k vypracování generálního projektu, k realizaci nakonec nedošlo. 
18. srpna 1894 tak byla otevřena (díky vídeňskému obchodníkovi Juliovi Modernovi) první linka parní tramvaje z nádraží přes Moravskou Ostravu do Vítkovic. Majitelem provozu byla společnost Brünner Local Eisenbahn Gesellschaft (BLEG, česky Brněnská společnost místních drah). Na trati jezdily čtyři lokomotivy, patnáct osobních a šest nákladních vozů. Rychlost mimo obec činila 15 km/h, v obci pak 10 km/h. Jízda z jedné konečné na druhou trvala 42 minut. První rozšíření sítě proběhlo o dva roky později, kdy byla zprovozněna odbočka k Říšskému mostu. Roku 1899 byl zahájen provoz na trati Moravská Ostrava – Lhotka – Hulváky.
V roce 1897 postavila firma Ganz & comp. elektrárnu v Moravské Ostravě, která později patřila Moravskoostravské elektrářské akciové společnosti. Ihned poté byl vypracován návrh na elektrifikaci obou ostravských tratí. Pravidelná osobní doprava patnácti elektrickými tramvajemi byla zahájena 1. května 1901.
V parním provozu se využívalo celkem 23 vlečných vozů a 12 tramvajových lokomotiv, z nichž některé zůstaly v provozu až do roku 1922, kdy je v nákladní dopravě vytlačily lokomotivy elektrické. Prvních 15 motorových vozů pro elektrickou dráhu vyrobila vagónka v polském Sanoku.

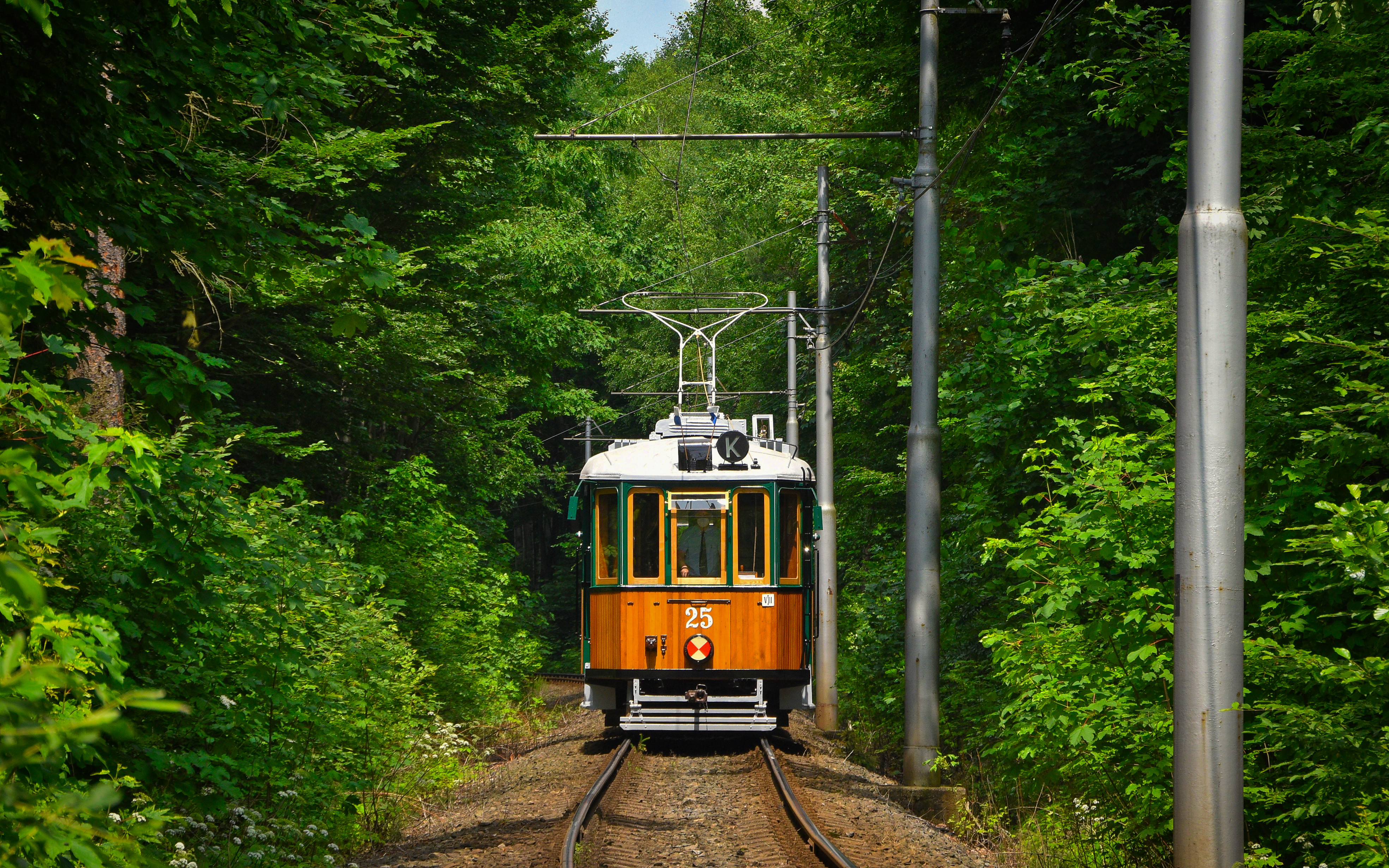
Historická tramvaj z první poloviny 20. století

### Provoz tramvají v první polovině 20. století
Tramvajová síť se postupně rozšiřovala – v roce 1907 byly zprovozněny dokonce dvě tratě, jedna do Svinova (prodloužení z Hulvák), druhá spojila Mariánské Hory (Zištova ulice) s Vítkovicemi. V roce 1908 se také poprvé objevilo označení linek:
- Přívoz nádraží – Vítkovice závodní hotel
- Ostravický most – Svinov
- Zištova ulice – Vítkovice závodní hotel

1. srpna 1911 změnil vlastník jméno i sídlo společnosti – BLEG vystřídaly Moravskoostravské místní dráhy se sídlem v Moravské Ostravě (v roce 1920 se podnik opět přejmenoval, tentokrát na Společnost moravských místních drah – SMMD). Na Ostravsku v této době provozovalo tramvajovou dopravu nejvíce dopravců v celém tehdejším Československu. Stejně jako ostravská, normálněrozchodná síť, se rozrůstala i ta na východ od ní – úzkorozchodná. Proto byly nové tratě v Moravské Ostravě budovány hlavně na jih města, aby se s úzkorozchodnou nepřekrývaly.
Od začátku 20. let začalo probíhat zdvoukolejňování nejvytíženějších úseků. V tomto období se postavilo také několik nových tratí, např. ve Vítkovicích k Městským lázním nebo do Zábřehu. Byla rovněž postavena nová vozovna v Křivé ulici. V roce 1926 byla dokončena elektrifikace tratě Svinov – Klimkovice, která byla postavena pro železniční provoz už v roce 1911 a kterou ve 20. letech odkoupila SMMD.
Vozový park byl průběžně doplňován. V Ostravě se objevily vozy např. z vagónky Kopřivnice nebo z brněnské Královopolské strojírny (KPS). V letech 1922 až 1932 si SMMD sama ve vlastních dílnách postavila 16 motorových a 12 vlečných vozů.

### Vítkovická závodní dráha (VZD)
V roce 1913 byla zprovozněna normálněrozchodná drobná dráha Vítkovice – Zábřeh o stavební délce 3,905 km a s počáteční stanicí umístěnou před ředitelstvím železáren ve Vítkovicích. Železárny (tehdy Vítkovické horní a hutní těžířstvo – VHHT) také zajišťovaly na této dráze přepravu. Trať sloužila především pro nákladní dopravu písku z dolů v Zábřehu do jejich areálu, kromě toho z dráhy odbočovala i vlečka do zábřežské cihelny dlouhá 667 m. Trať ale také sloužila i dopravě osobní.
Zahájení provozu na trati se uskutečnilo 3. července 1913. Roku 1930 byla dána do provozu odbočka ze Zábřehu do Hrabové, v roce 1934 provozovatel celou svoji síť elektrifikoval (elektrický provoz od 29. března). 
Plánována byla také trať přes Starou Bělou, Proskovice, Starou Ves, Brušperk, Fryčovice, Hukvaldy a Kozlovice až do Frenštátu pod Radhoštěm. Její vedení se ale několikrát měnilo (ukončení v Brušperku) a po druhé světové válce byla trasována do Frenštátu přes Novou Bělou, Krmelín a Brušperk. V roce 1948 byl zprovozněn zárodek této tratě – úsek mezi Hrabovou a konečnou Hrabová, Ščučí. V tehdejších plánech se dokonce vyskytla varianta, že bude ze Ščučí postavena odbočka do právě budované Nové hutě Klementa Gottwalda.
Vítkovické železárny tyto tratě provozovaly až do roku 1953, kdy byly 1. července jako poslední ze všech místních drah na Ostravsku začleněny do Dopravních podniků města Ostravy. Realizace rozestavěné trati z Hrabové do Frenštátu byla ukončena v roce 1954, kdy konkrétním důvodem byla připravovaná výstavba dolu Paskov a neujasněnost budoucí investiční činnosti v tomto prostoru. Mezi Hrabovou a Novou Bělou se dodnes nachází nedostavěné těleso tratě, včetně jednoho mostu.
Původní úsek VZD v Zábřehu od pošty k pískovým dolům byl zrušen 1. října 1964.
V počátcích parního provozu zde byli cestující převáženi nejen klasickými vlaky s parní lokomotivou v čele, ale i parními motorovými vozy systému „Komarek“ (odtud vzniklo lidové označení „komárek“ pro tratě VZD). V roce 1922 byly zakoupeny tři vlečné vozy tramvajového typu (výrobce vagónka Studénka). Další vlečné tramvajové vozy následovaly od roku 1931, od roku 1934 pak i klasické elektrické tramvaje stejného typu, postavené dle vídeňského vzoru. Tyto motorové i vlečné vozy jednotného vzhledu, které byly dodávány až do roku 1954 (celkem jich zde jezdilo po 16 kusech), byly vyráběny ve vlastních dílnách VHHT.

### Druhá světová válka
Mnichovská dohoda změnila státní hranice Československa, které muselo postoupit velkou část Ostravska Německu a Polsku, nová hranice byla nyní na řece Odře. Tratě do Svinova a Klimkovic tak musely být zavřeny (provoz na nich byl obnoven až za války, v roce 1941). SMMD bylo mezitím přejmenováno na německé MLEG. V této době došlo jen k drobnému prodloužení, a to ze Zábřehu do Bělského lesa ke kasárnám.

### Doba socialismu

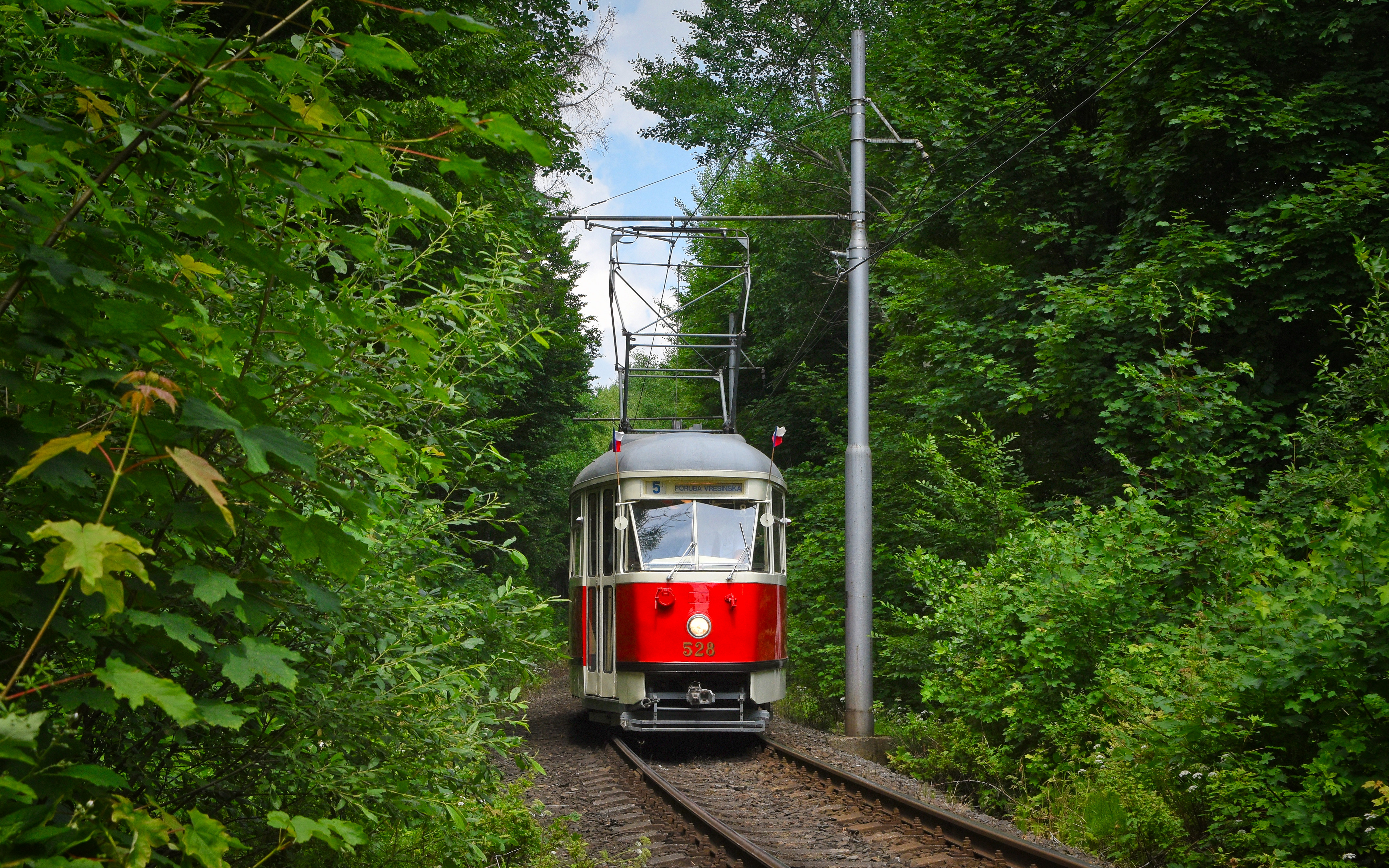
Historická tramvaj T1 v na příměstské trati do Kyjovic

Dne 3. ledna 1947 se valná hromada SMMD rozhodla pro likvidaci společnosti a převedení majetku na město Ostravu. V květnu 1949 byly vytvořeny Dopravní podniky města Ostravy se zpětnou platností od 1. ledna 1949. Základem podniku byla bývalá SMMD. Do Dopravních podniků byly začleněny také Vítkovická závodní dráha (ta až o čtyři roky později) a dopravci, kteří provozovali na Ostravsku úzkorozchodné dráhy. Po válce byla elektrifikována železniční trať Svinov – Kyjovice-Budišovice, postavená v roce 1926. Na začátku 50. let se začala rozrůstat nová sídliště (hlavně v Zábřehu), bylo proto nutné je dopravně obsloužit. Zprvu byla zavedena kyvadlová doprava, později nahrazená regulérní tramvajovou tratí. V roce 1950 byla na síť napojena také železniční trať Petřkovice – Hlučín. K červenci roku 1953 byl konečně sjednocen provoz celé tramvajové sítě pod DPMO, ten se tak stal dominantním dopravcem. V souvislosti s výstavbou Nové huti Klementa Gottwalda (NHKG) bylo nutné vybudovat k ní tramvajovou trať. První úsek byl hotov v roce 1953, druhý o rok později. Tato trať nebyla s ostatní sítí nijak propojena, mezi Hranečníkem a Výstavištěm totiž jezdily ještě úzkorozchodné tramvaje. První kolej tohoto úseku byla přerozchodována roku 1955, druhá o čtyři roky později.
Dalším velkým sídlištěm, které také potřebovalo dopravní obsluhu, bylo socialistické město Poruba. Trať se sem stavěla v několika etapách; začalo se 19. prosince roku 1958 zprovozněním úseku k zastávce Pustkovecká, celá pak byla úspěšně předána do provozu 3. dubna 1960, kdy byla zprovozněna také vozovna Poruba. V polovině 60. let pak bylo vzhledem k výstavbě Polanecké spojky ČSD nutné přeorganizovat všechny tratě v oblasti Zábřehu, a tak se rušilo a stavěly se nové přeložky. První vlaštovkou bylo zrušení tratě k Pískovým dolům a z vítkovického Mírového náměstí přes Jeremenkovu a Lidickou ke stadionu Vítkovické železárny.
V letech 1943 až 1951 bylo pro obnovu vozového parku dodáno z KPS 30 motorových vozů, dalších 19 starších bylo zakoupeno z Prahy. Poté, co byla vítkovická dráha začleněna do DPMO, převzal dopravní podnik i 16 motorových vozů (z let 1934 až 1953) a 19 vlečných vozů (1922–1953) z VZD. Již v roce 1955 byly do Ostravy dodány první tramvaje Tatra T1 (celkem 44 vozů + 1 původně z Košic), následovaly je vozy Tatra T2 (100 tramvají + 6 původně z Ústí nad Labem) a legendární Tatra T3 (98 vozů + 1 původně z Prahy). Unikátní byl provoz dvou prototypů kloubových tramvají Tatra K1 v letech 1965 až 1968. V menším počtu se v Ostravě objevily i článkové vozy Tatra K2 (8 kusů).

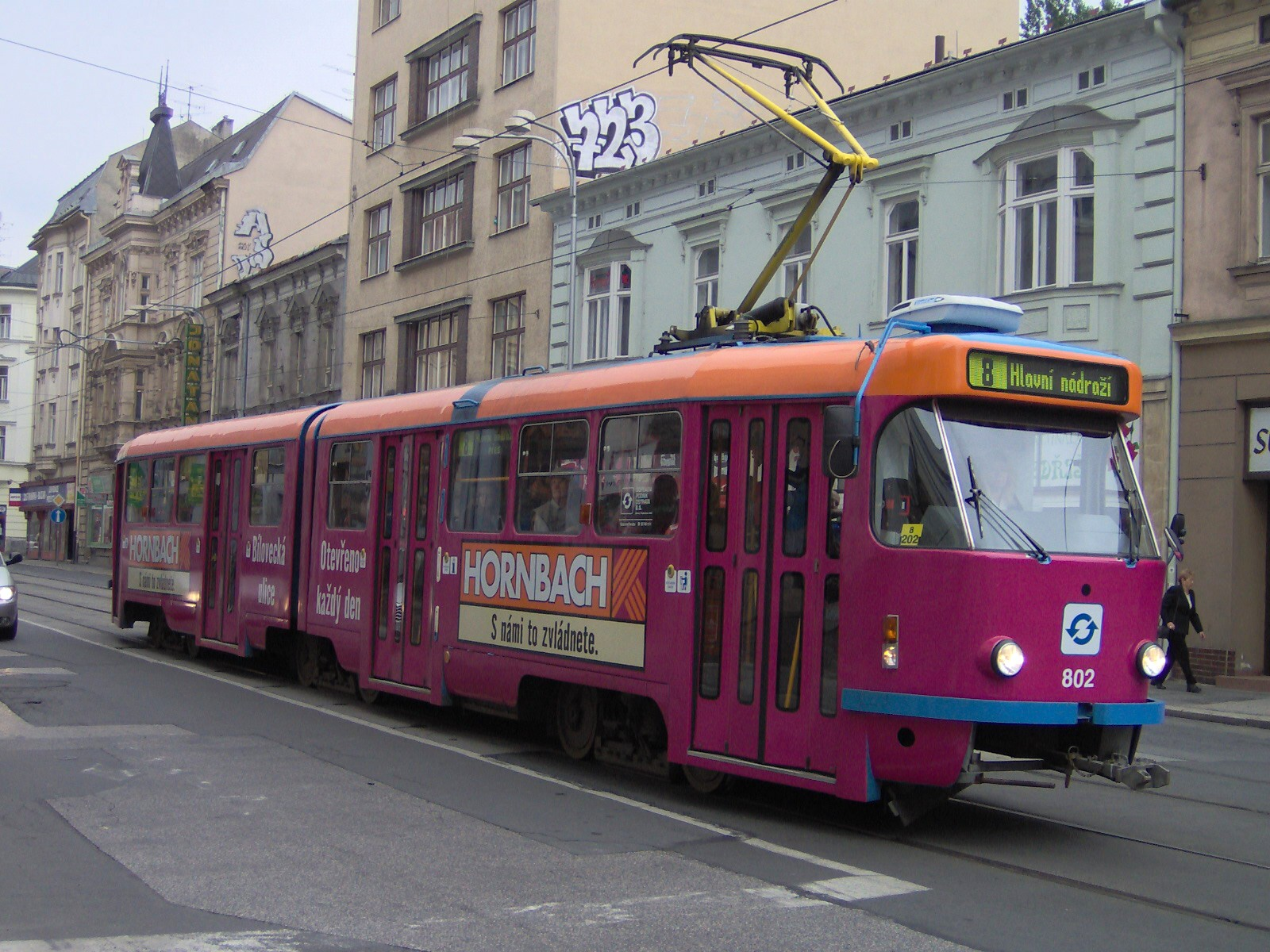
Ostravský zmodernizovaný vůz K2R.P

### 70. a 80. léta

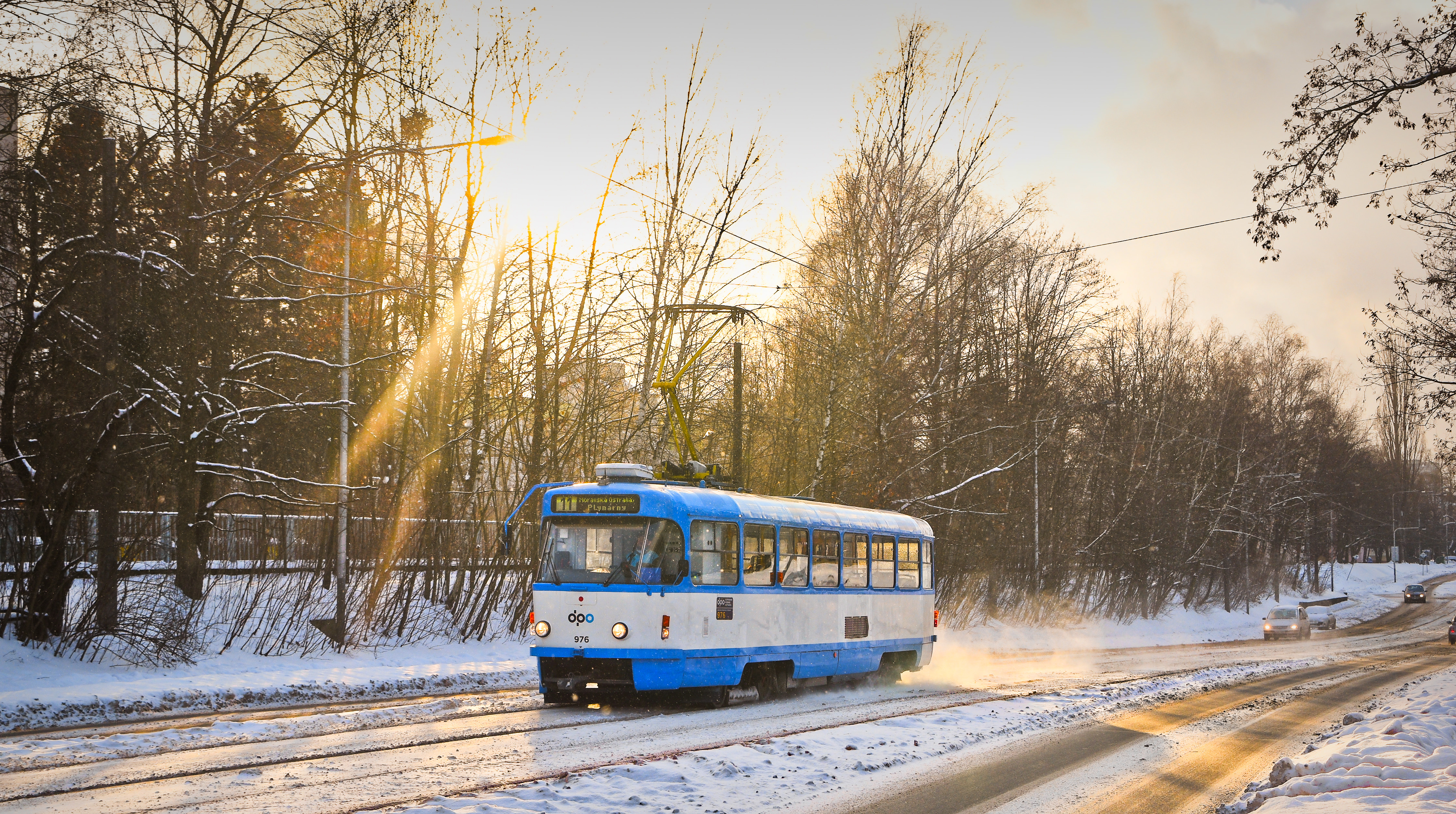
Tramvaj Tatra T3 během zimního západu slunce

K novým ústředním dílnám v Martinově bylo zřízeno tramvajové spojení 15. června 1969 (1. srpna roku 1970 pak až na dnešní smyčku Martinov). V následujících dvou desetiletích se stavěly převážně trati do nových sídlištních celků, jakými byly tratě na Dubinu (1985) a spojení mezi poštou a vodárnou v Zábřehu (1987). Naopak některé trati se zase rušily (například od tehdejšího Kina Edison do Hrabové nebo bývalé železniční tratě do Klimkovic (1977) a Hlučína (1982)). V roce 1972 byl ukončen provoz nákladní dopravy.
V 80. letech byly dodány 2 tramvaje Tatra K2YU, 5 vozů T3SU a především 122 vozů Tatra T3SUCS, které umožnily vyřadit tramvaje T1.

### 90. léta

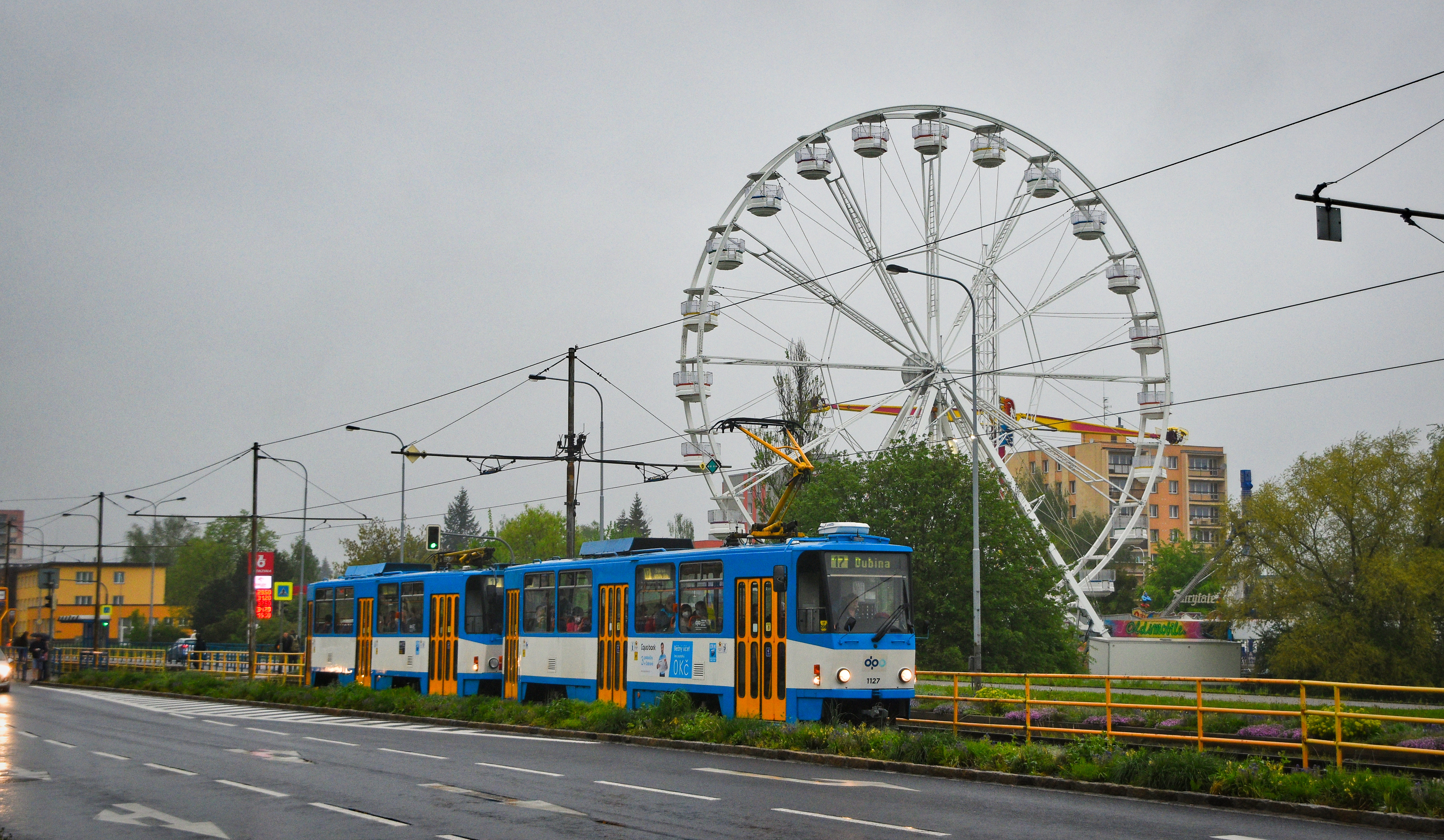
Souprava tramvají T6A5 u zastávky Telekomunikační škola

Sametová revoluce a změna společensko-ekonomických poměrů se projevila i v Ostravě, nejnápadnější změnou byla změna nátěru vozů z červenokrémové na bílou, modrou a žlutou. Devadesátá léta přinesla jednak zkvalitnění MHD v samotné Ostravě, jednak zastavení výstavby nových tramvajových tratí. To se změnilo až v roce 1999, kdy byl zahájen provoz na posledním úseku trati podél Místecké ulice. Roku 2001 oslavila elektrická tramvaj ve městě své sté výročí.
Již v roce 1989 se v Ostravě objevila první tříčlánková tramvaj Tatra KT8D5, o rok později jich bylo zařazeno dalších 15. V letech 1994 až 1998 bylo do provozu zařazeno celkem 38 vozů Tatra T6A5. Mezi lety 1998 a 2001 je následovalo 14 nízkopodlažních tramvají Škoda 03T (Astra).

### 21. století
Devět vozů Inekon 01 Trio pochází z let 2002 až 2004. Od roku 2005 jsou v provozu též nízkopodlažní novostavby vozů T3 – tramvaje VarioLF, kterými nadála probíhá obnova vozového parku. Proběhly také rekonstrukce některých traťových úseků a v srpnu 2015 byl zprovozněn nový dopravní terminál na Hranečníku.
Mezi lety 2003 a 2011 byla provedena rekonstrukce obousměrných tramvají KT8D5 na nový jednosměrný typ KT8D5R.N1 se středním nízkopodlažním článkem.

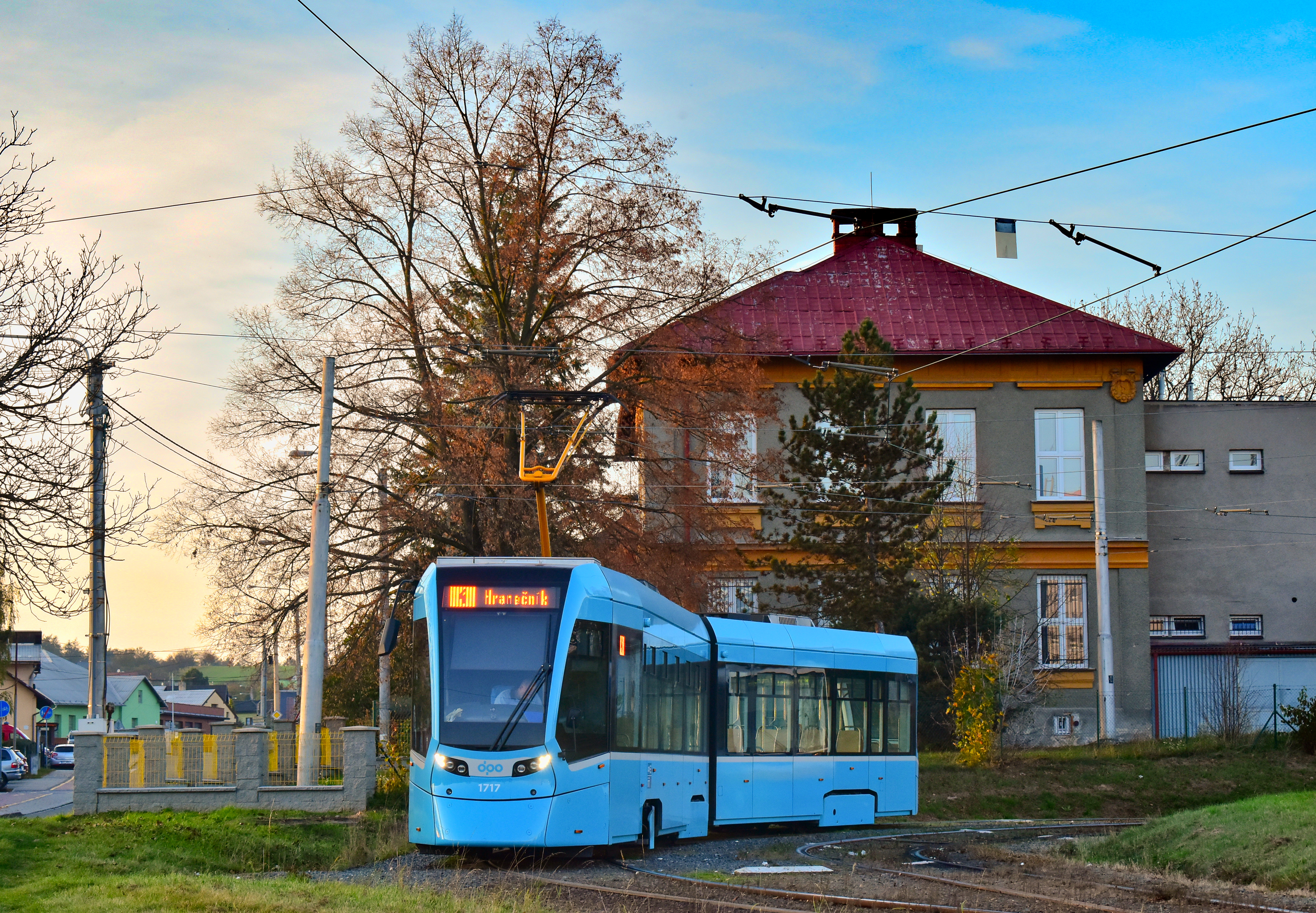
Stadler Tango NF2 ve smyčce Martinov

V květnu roku 2018 byly do Ostravy dodány nové tramvaje Tango NF2 od švýcarské firmy Stadler Rail. Jsou to středněkapacitní vozy, kterých bylo celkem 40. Vozidla nově mají celovozovou klimatizaci. V lednu 2021 měly 2 vozy nehodu, kdy vůz č. 1737 najel do vozu 1718. Vůz 1718 má po této nehodě zadní článek z vozu 1737 a vůz 1737 byl tedy zrušen. Od roku 2023 má všech 39 vozů antikolizní systém.
V roce 2018 došlo ke změně nátěru vozidel MHD i služebních vozidel. Nová firemní barva je světle modrá až tyrkysová. Barvu doplňuje stříbrný proužek pod okny a černé rámy oken. Novou barvu obdrží nové vozy Stadler a vozy, které budou na velké prohlídce.
V červenci a srpnu 2020 byla zvýšena rychlost na 80 km/h mezi zastávkami Třebovice OC a Nová Ves vodárna. V březnu roku 2021 rovněž proběhlo zvýšení rychlosti mezi přestupním uzlem Hranečník a Dolem Zárubek. V říjnu téhož roku byla zvýšena rychlost i na trati podél Místecké od zastávky Dolní Vítkovice až po Kolonii Jeremenko. Počátkem října 2021 byl dodán první vůz Škoda 39T. Ke konci roku 2022 dojezdily poslední vozy typu Tatra T3 s původní odporovou výzbrojí se zrychlovačem. Na konci června 2023 byly do provozu naposledy vypraveny vozy Tatra T6A5. V roce 2025 začalo postupné vyřazování vozů T3R.P.[zdroj⁠?!]

### Budoucnost
Přibližně od roku 2016 se uvažovalo o vybudování nové tramvajové tratě, konkrétně v městském obvodě Poruba. Plán počítal s odbočením tramvajové tratě z křižovatky ulic Martinovské a Bedřicha Nikodéma a jejím vedení ulicemi Bedřicha Nikodéma, 17. listopadu a Průběžnou do obratiště Opavská. Na této trase bylo plánováno vybudovat 7 zastávek – Heyrovského, Jana Šoupala, Duha, Průběžná, Karola Šmidkeho, Ludvíka Podéště a Opavská. Poté se změnil návrh trasy, podle kterého by trať vedla po ulici 17. listopadu od křižovatky s Opavskou ulicí, a dále opět ulicí Průběžnou. V roce 2023 bylo zprovoznění připravované tratě odhadováno na přelom let 2027/2028.
Kromě trasy v Porubě se veřejně mluvilo o dvou nových tramvajových tratích. Jednalo se o úsek přes Dolní oblast Vítkovice, který by byl trasován po prodloužené ulici Ruská. Na této ulici je již vybudován prostor pro koleje, který nyní slouží jako parkoviště. Trať povede směrem k Nové Karolině a dále do prostoru Výstaviště, kde bude napojena na stávající síť. 
Druhou uvažovanou trasou je tramvajové spojení do Průmyslové zóny Hrabová. Zatím není jasné, kudy by měla tato trať vést. 

## Vozovny
- Vozovna Poruba
- Vozovna Moravská Ostrava

## Vozový park
V prosinci 2017 bylo v Ostravě v provozu 260 tramvají určených k osobní dopravě. Kromě nich má podnik také několik služebních vozů.
V běžném provozu jsou následující typy tramvají:
| Obrázek           | Typ            | Modifikace a podtypy     | Roky dodávek | Počet kusů (k 8. 9. 2024) |
| ----------------- | -------------- | ------------------------ | ------------ | ------------------------- |
| Tatra T3R.P       | Tatra T3       | Tatra T3R.P              | 1981–1987    | 18                        |
| Tatra KT8D5R.N1   | Tatra KT8D5    | Tatra KT8D5R.N1          | 1989–1990    | 16                        |
| Škoda 03T         | Škoda 03T      | Škoda 03T Astra          | 1998–2001    | 14                        |
| Inekon 01 Trio    | Inekon 01 Trio | Inekon 01 Trio           | 2002–2004    | 9                         |
| VarioLFR.E        | VarioLF        | VarioLFR.E               | 2004–2012    | 47                        |
| VarioLFR.E        | VarioLF        | VarioLFR.S               | 2013–2014    | 16                        |
| VarioLF2          | VarioLF2       | VarioLF2                 | 2007         | 1                         |
| VarioLF2          | VarioLF2       | VarioLF2R.S              | 2013         | 2                         |
| VarioLF3          | VarioLF3       | VarioLF3                 | 2006–2007    | 2                         |
| VarioLF3/2        | VarioLF3/2     | VarioLF3/2               | 2008–2011    | 3                         |
| VarioLF2 plus     | VarioLF2 plus  | VarioLF2 plus            | 2009         | 1                         |
| Stadler Tango NF2 | Stadler Tango  | Stadler Tango NF2 (nOVA) | 2018–2019    | 39                        |
| Škoda 39T         | Škoda 39T      | ForCity Smart Ostrava    | 2021–2024    | 38                        |

## Historické tramvaje
Jako historické je zachováno větší množství ostravských tramvají. Část z nich vlastní přímo Dopravní podnik Ostrava (DPO), tato vozidla jsou využívána každoročně při mimořádných jízdách. Další tramvaje má v majetku Technické muzeum v Brně (TMB), tyto vozy se ale nacházejí v depozitáři bez možnosti jízdy.
Kromě níže uvedených vozidel jsou zachovány jako historické tramvaje např. ještě ostravské vozy typu T1 (ev. č. 203) a T2 (ev. č. 219) v Košicích (rekonstruovány do košického stavu), vlečný vůz v Olomouci (ev. č. 99).
Dva původně ostravské vozy typu T2 (ev. č. 613 a 694) jsou také provozovány v Praze na nostalgické lince č. 23, která je obsluhována výhradně historickými tramvajemi Tatra. Oba vozy pražský dopravní podnik pořídil z Liberce, jehož dopravní podnik je spolu s dalšími vozy z Ostravy odkoupil v roce 1996 a upravil pro provoz na úzkorozchodné meziměstské trati do Jablonce nad Nisou, Vozy byly po ukončení provozu v Liberci nejprve převezeny do Ostravy, kde prošly rekonstrukcí do stavu po provedení 1., respektive 2. generální opravy a odkud posléze putovaly do Prahy. Jelikož však pražský dopravní podnik vozy typu T2 vyjma zkušebních jízd v minulosti neprovozoval, odpovídají vozy po rekonstrukci více brněnskému provedení.

## Provoz

### Linkové vedení
K 11. srpnu 2025 bylo v provozu tramvajových 16 linek, z toho:
- denní – v provozu cca od 4 do 23 hodin (linky č. 1, 5, 11, 12, 15 a 17)
- celodenní – v provozu nepřetržitě (linky č. 2, 4, 7 a 8)
- posilové – v provozu ve špičkách, ráno a odpoledne (linky č. 3, 6, 10 a 14)
- noční – v provozu cca od 23 do 4 hodin následujícího dne (linky č. 18 a 19)
- dočasná – v provozu pouze během rekonstrukce náměstí Republiky od 20. července 2025 do 29. listopadu 2025 (linka 13)

### Intervaly
V pracovních dnech byl k 11. srpnu 2025 interval ve špičce i sedle 10 minut na linkách 1, 2, 4, 12, 15 a 17, večer pak 20 minut. Linka 6 měla v období svého provozu interval 20 min. Linka 7 měla ve špičku interval 10 minut, v sedle pak 20 minut. Linka 8 měla interval ve špičce 4 minuty, v sedle 5 minut, večer a o víkendech 10 minut. Linka 10 měla v období svého provozu interval 10 min. a linka 3 měla interval 20 min. Linka 11 měla celodenně interval 20 min. Na linkách 5 a 14 byl specifický interval. O víkendu platil celodenní interval 20 minut, výjimkou byly linky 5, 8, 14 a 17, která měla přibližně mezi 8. a 19. hodinou interval 10 minut. Noční provoz obsluhovaly tramvaje v intervalu 60 minut, přičemž mezi jednotlivými spoji byly garantovány přípoje na vybraných zastávkách. Přípoj měl následující charakteristiku: byl vyznačen v jízdním řádu, spoje na sebe navzájem čekaly a ve vozidle byl cestující informován akustickým hlášením.
Během rekonstrukce náměstí Republiky od 20. července 2025 do 29. listopadu 2025 jezdila linka 11 v pracovní den pouze v časech 0–8 hod. a 13–17 hod. a pár spojů mezi 22. a 23. hodinou. V jiné časy ji nahradila linka 13. O víkendu linka 11 nejezdila skoro vůbec a byla celý den nahrazena linkou 13. Dočasná linka 13 měla interval 20 minut a v pracovních dnech jezdila pouze mezi v časech 8–13 hod. a 17–22 hod. O víkendu jezdila celý den.

### Bezbariérové spoje
S rostoucím počtem nových nízkopodlažních vozů se objevuje stále více bezbariérových spojů. Tyto garantované spoje jsou vyznačeny v jízdním řádu piktogramem invalidního vozíku.